# Taylor Glockner
Taylor Glockner es un actor australiano, conocido por haber interpretado a Boges en la serie Conspiracy 365 y a Mason Turner en Neighbours.

## Biografía
Taylor se graduó del Brisbane’s Film & Television Studio International.

## Carrera
Taylor es parte de la agencia MC Managemen.
En el 2011 interpretó a un DJ en una fiesta en la serie de fantasía The Elephant Princess.
En el 2012 se unió al elenco de la serie Conspiracy 365 donde interpretó a Boges, el mejor amigo de Callum "Cal" Ormond (Harrison Gilbertson) un joven que se ve forzado a huir luego de descubrir la verdad acerca de la muerte de su padre y su tío, hasta el final de la serie ese mismo año. También apareció como invitado en la serie The Strange Calls donde interpretó a Bosh Mackenzie.
El 22 de febrero de 2013 se unió al elenco principal de la popular serie australiana Neighbours donde interpreta a Mason Turner, el hijo de Lauren Carpenter y Matt Turner y nieto de Lou Carpenter hasta el 28 de febrero de 2014 después de que su personaje decidiera irse de Erinsborough y mudarse a Darwin luego de recibir una oferta de trabajo.
A finales de mayo del 2014 se anunció que Taylor se había unido al elenco de la película No Two Snowflakes, la cual comenzará sus filmaciones en julio del mismo año.

## Filmografía

### Series de televisión
| Año         | Título                | Personaje      | Notas                        |
| ----------- | --------------------- | -------------- | ---------------------------- |
| 2016        | Mako Mermaids         | Chris          | 9 episodios                  |
| 2013 - 2014 | Neighbours            | Mason Turner   | 125 episodios                |
| 2012        | Conspiracy 365        | Boges          | 12 episodios                 |
| 2012        | The Strange Calls     | Bosh Mackenzie | episodio "Napoleon"          |
| 2011        | The Elephant Princess | DJ             | 2 episodios                  |
| 2010        | The Verge             | -              | episodio "Chemical Brothers" |

### Películas
| Año  | Título            | Personaje | Notas                                                                |
| ---- | ----------------- | --------- | -------------------------------------------------------------------- |
| 2014 | No Two Snowflakes | -         | -                                                                    |
| 2010 | Loco              | Sam       | corto - junto a Charlotte Chimes, Katrina Chimes & Darrell Plumridge |
| -    | Invade            | -         | corto                                                                |

### Productor
| Año  | Título | Notas                       |
| ---- | ------ | --------------------------- |
| 2013 | Coping | corto - productor ejecutivo |